# Поєніца (Горж)
Поєніца (рум. Poienița) — село у повіті Горж в Румунії. Входить до складу комуни Бустукін.
Село розташоване на відстані 200 км на захід від Бухареста, 32 км на схід від Тиргу-Жіу, 75 км на північ від Крайови.

## Населення
За даними перепису населення 2002 року у селі проживали 366 осіб, усі — румуни. Усі жителі села рідною мовою назвали румунську.